# Grão Vasco

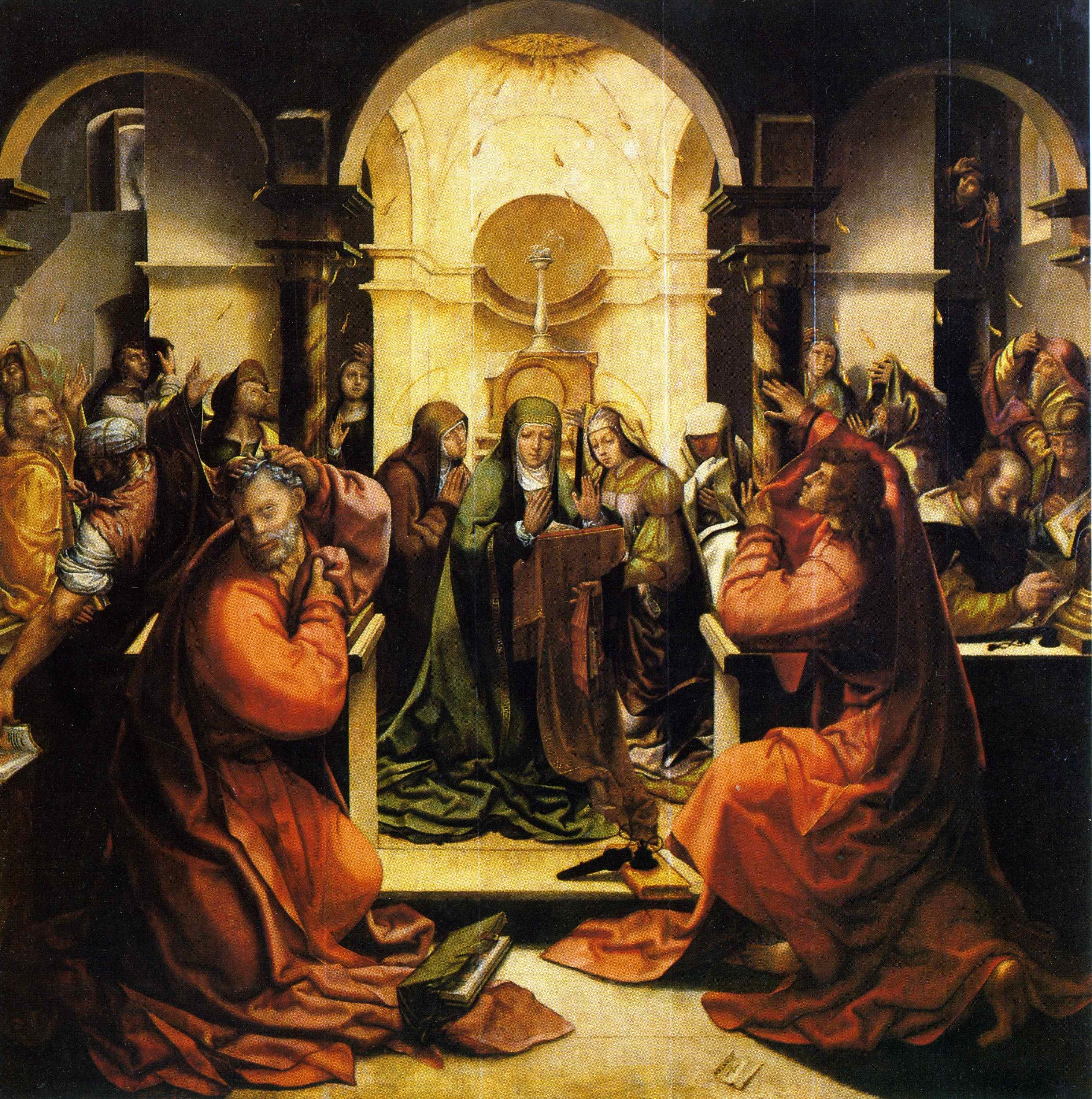
Pentecostes in der Sakristei des Klosters Santa Cruz in Coimbra, 1534–35

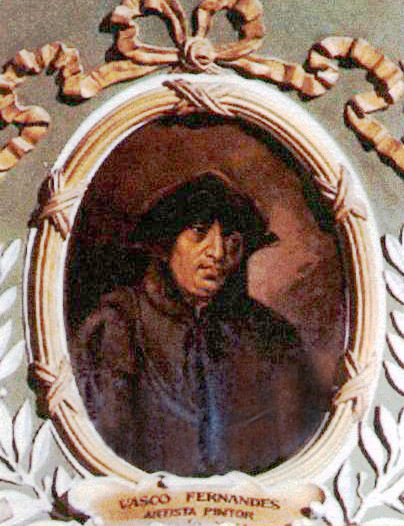
Grão Vasco (um 1750)

Grão Vasco (dt.: „großer Vasco“, eigentlich Vasco Fernandes; * 1475 in  Viseu; † 1542, in einigen Quellen: * 1480; † 1543) war ein bedeutender portugiesischer Maler.

## Leben und Werk
Sein Werk ist geprägt von farbintensiven Gemälden, beeinflusst von der italienischen, mehr noch der flämischen und besonders der deutschen Renaissance.
Die ersten nennenswerten Aufzeichnungen über ihn stammen aus den Jahren 1501/1502, wo er bereits als (auch wirtschaftlich) erfolgreicher Maler erwähnt wird. 1514 arbeitete er in der Werkstatt des Jorge Afonso in Lissabon.
Der Renaissance zugewandt, entwickelte er doch im weiteren Verlauf seinen Stil weiter. Er interessierte sich für die Antwerpener Manieristen und trug zur Verbreitung der Kunst Albrecht Dürers in Portugal bei. So sind beispielsweise in seinem Bild „Jesus im Haus von Marta und Maria“ von 1530 (im Museum Grão Vasco in Viseu zu sehen) Figuren aus Dürers Melencolia I zu erkennen.
Er arbeitete vor allem in Viseu, Lamego und Coimbra, wo von seinen vier Werken für das Kloster Santa Cruz nur noch ein Pfingstgemälde in der Sakristei erhalten ist (das er mit Velascus signiert). Ab etwa 1535 entwickelte er zunehmend manieristische Züge.

## Bedeutung
Eine umfangreiche Sammlung seiner Werke sind im Museum Grão Vasco in Viseu zu sehen, das 1916 in der ehemaligen Klosterschule neben der Kathedrale gegründet und zwischen 2001 und 2003 von dem Architekten Eduardo Souto de Moura restauriert, erweitert und neu konzipiert wurde.
Einige Werke sind u. a. auch im Museum von Lamego, in der Hauptkirche von Freixo de Espada à Cinta (1520) und im Kloster Salzedas zu sehen. Im Museu Nacional de Arte Antiga in Lissabon hängt seine Assunção da Virgem und im Museu Nacional de Soares dos Reis in Porto ist seine Santa Luzia zu sehen.
Schulen, Weine, Hotels und ein Flugzeug der TAP Portugal wurden nach ihm benannt.